# Nu Cygni
Nu Cygni (ν Cygni / ν Cyg) è una stella visibile nella costellazione del Cigno di magnitudine apparente 3,94, distante 374 anni luce dal sistema solare.

## Osservazione
Si tratta di una stella situata nell'emisfero celeste boreale. La sua posizione fortemente settentrionale comporta che la stella sia osservabile prevalentemente dall'emisfero nord, dove si presenta circumpolare anche da gran parte delle regioni temperate; dall'emisfero sud la sua visibilità è invece limitata alle regioni temperate settentrionali e alla fascia tropicale. Essendo di magnitudine 3,94, la si può osservare anche dai piccoli centri urbani senza difficoltà, sebbene un cielo non eccessivamente inquinato sia maggiormente indicato per la sua individuazione.
Il periodo migliore per la sua osservazione nel cielo serale ricade nei mesi compresi fra fine giugno e novembre; nell'emisfero nord è visibile anche per un periodo maggiore, grazie alla declinazione boreale della stella, mentre nell'emisfero sud può essere osservata limitatamente durante i mesi dell'estate australe.

## Caratteristiche
Si tratta di una stella bianca spesso classificata di tipo spettrale A1Vn, anche se alcuni studi la classificano come gigante bianca di classe A0IIIn, dato compatibile con la notevole luminosità della stella, che emette 330 volte più radiazione del Sole e la cui massa è 3,6 volte superiore. La temperatura superficiale è di circa 9500 K e ruota su sé stessa piuttosto velocemente, ad una velocità di 250 km/s; infatti la lettera n nella sua classificazione spettrale si riferisce a linee di assorbimento piuttosto allargate, la cui causa è l'alta velocità di rotazione.
Nu Cygni pare anche essere una stella binaria; a 0,1 secondi d'arco infatti si trova una compagna di magnitudine 6,40 che, data la vicinanza apparente, potrebbe essere legata gravitazionalmente alla stella più brillante. Alcuni studi la classificano come binaria a eclisse del tipo W Ursae Majoris, con un periodo di 0,28 giorni.